# Тыквенные
Ты́квенные, или Тыквовые (лат. Cucurbitáceae) — семейство двудольных цветковых растений. Большинство тыквенных (всех их насчитывается более 600 видов) — однолетние или многолетние травы, перезимовывающие при посредстве корневых клубней или нижних частей стебля, и лишь немногие из них кустарники и полукустарники. Единственная древесная форма семейства — редкое растение дендросициос, эндемик острова Сокотра.
Представители этого семейства широко распространены по земной поверхности, за исключением всех холодных стран, но большинство их встречается под тропиками, северная граница распространения в Европе почти совпадает с северной границей дуба, в Старом Свете больше родов (54), нежели в Новом Свете; семь родов (Мелотрия, Кораллокарпус, Люффа, Огурец, Alsomitra, Cayaponia и Sicyos) встречаются в Старом и Новом Свете.
Виды семейства находят широкое применение: плоды многих из них съедобны (дыни, огурцы, тыквы, арбузы, виды родов Акантосициос, Тельфайрия, Чайот и др.), другие виды идут на изготовление сосудов и музыкальных инструментов (Лагенария), губок и набивочного материала (Люффа) и т. п. Некоторые виды являются лекарственными или разводятся как декоративные растения (Переступень, Люффа, Лагенария).

## Этимология
Русское слово «тыква», по версии словаря Успенского, возможно происходит от праславянского *tyky из *tykati — «жиреть, толстеть». Однако, даётся и вторая версия: от греческого «sikuos» — «огурец». Эти же два варианта отражены и в этимологическом словаре Фасмера.

## Ботаническое описание
Стебли большей частью сочные, богатые водой, стелются по земле либо цепляются при помощи простых или ветвистых усиков, которые, судя по расположению усиков и по их внешнему виду, правильнее всего принять за видоизменённые побеги с листьями.

Листья у тыквенных черешковые, простые, лопастные или пальчато-рассечённые, с сердцевидным основанием; расположены они по спирали в 2/5; листья, как и стебель, жёсткие или волосистые; прилистников нет.
Цветки либо одиночные, пазушные, либо собраны в соцветия, чаще всего в метёлку, редко в кисть или в щиток. Цветок правильный, однополый, редко (у рода Схизопепон (Schizopepon)) обоеполый; растения однодомные или двудомные. Цветочный покров состоит из сросшихся при основании на большее или меньшее протяжение чашечки и венчика. Чашечка о пяти (редко о 3, 4 или 6) зубчиках или лопастях, в почкосложении черепитчатых; изредка (Циклантера взрывающаяся (Cyclanthera explodens) и некоторые разновидности Тыквы крупноплодной (Cucurbita maxima)) чашечка не развивается, иногда же (Dimorphochlamys) она остаётся при плодах. Венчик либо сростнолепестный (у Cucumis, Cucurbita, Citrullus и др.), колокольчатый или тарельчатый, либо (у Bryonia, Ecballium, Sicyos и др.) раздельнолепестный, в почкосложении черепитчатый или створчатый. В мужском цветке развито пять тычинок, из которых либо одна бывает свободна, а остальные четыре срастаются попарно, либо все пять тычинок срастаются в одну колонку; тычинки несут только половинку развитого пыльника (пыльник у них двугнёздный), либо прямого, либо извитого в виде буквы S, кольцом или спиралью. В мужском цветке иногда находится зачаток пестика. В женском цветке иногда появляются бесплодные тычинки (стаминодии) в числе 3—2 или 5; пестик состоит большей частью из трёх плодолистиков, редко из 4—5, срастающихся своими краями и образующими соответственное число гнёзд в завязи; завязь нижняя, многосемянная; семяпочки анатропные, большей частью окружённые слизью; столбик простой, на верхушке трёхраздельный, с толстым, изогнутым, лопастным или реснитчатым рыльцем. 

Формула цветка: {\displaystyle \ast K_{(5)}\;C_{(5)}\;A_{(5-3)}\;G_{0}}; {\displaystyle \ast K_{(5)}\;C_{(5)}\;A_{0}\;G_{({\overline {5-3}})}} ({\displaystyle \ast K_{(5)}\;C_{(5)}\;A_{(2)+(2)+1}\;G_{0}}; {\displaystyle \ast K_{(5)}\;C_{(5)}\;A_{0}\;G_{({\overline {5-3}})}})

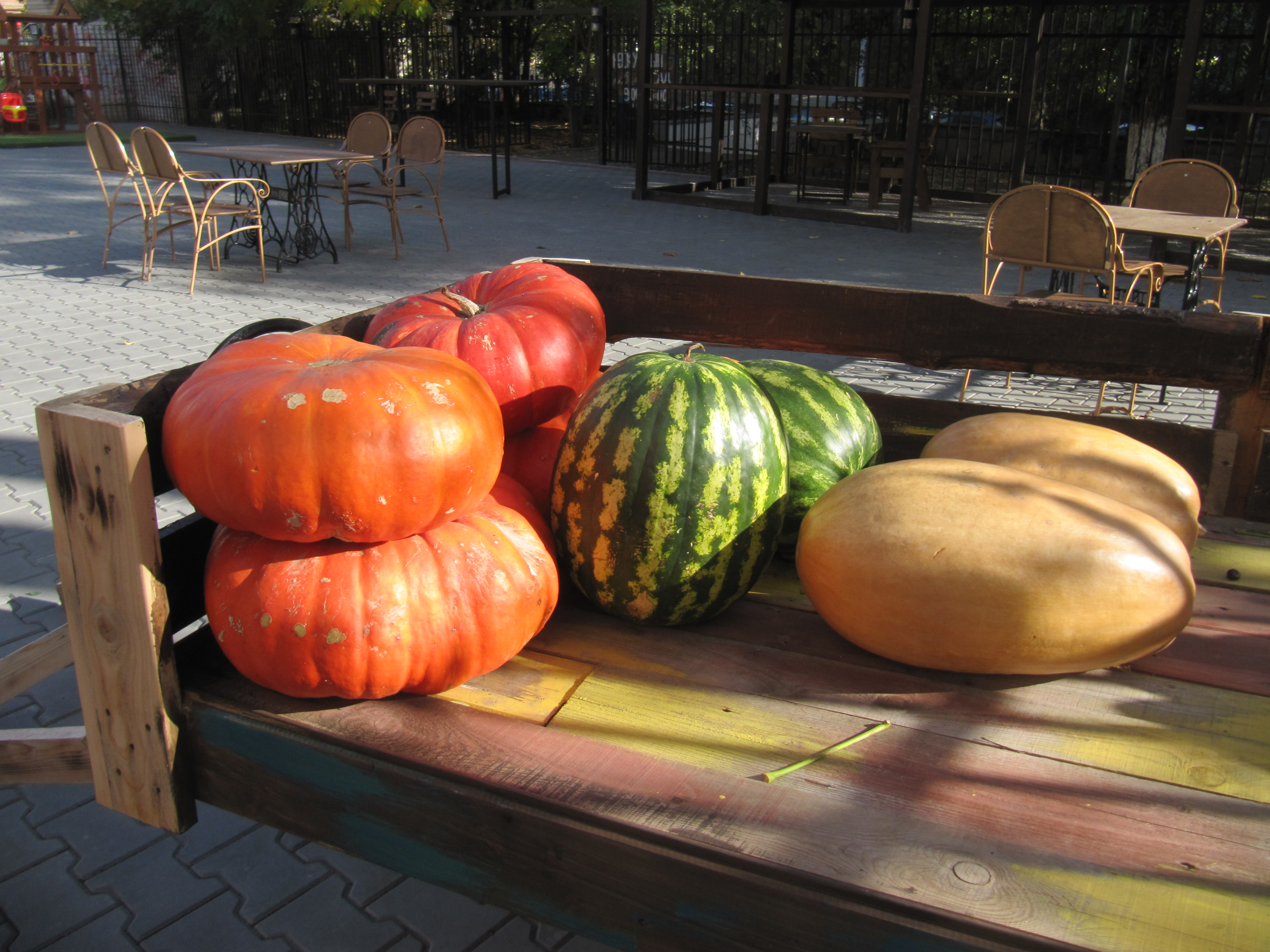
Тыквенные осенью — тыквы, арбузы, дыни

Плод — многосемянная тыквина, иногда громадной величины, либо совершенно мягкая, либо с более или менее твёрдым, деревянистым наружным слоем (напр. у Lagenaria, Cucurbita и др.). Семя безбелковое, у некоторых представителей (напр. у бешеного огурца (Ecballium elaterium)) семена при отрывании плода с силой выбрасываются.
В анатомическом отношении тыквенные отличаются присутствием биколлатеральных сосудисто-волокнистых пучков.
Вопреки популярному заблуждению, представители разных видов тыквенных (например, огурцы и дыни) не способны к перекрёстному опылению и поэтому могут без риска выращиваться вблизи друг от друга. Одним исключением является сочетание тыквы обыкновенной и кабачка (или цукини), но и в этом случае перекрёстное опыление не влияет на качество овощей[прояснить].

## Систематика
Ранние классификации относили семейство Тыквенные то к раздельнолепестным порядка Passiflorinae (см. Классификация Бентама и Гукера), то к спайнолепестным порядка Campanulinae.
В классификации Кронквиста (1981) семейство входит в состав порядка Фиалкоцветные. По Тахтаджяну семейство является единственным в порядке Тыквоцветные. В современных классификациях (APG II, APG III) семейство принадлежит порядку Тыквоцветные наряду с ещё несколькими семействами.

## Таксономия
Cucurbitaceae Juss., Genera Plantarum 393–394. 1789.

### Роды
- Abobra — Абобра
- Acanthosicyos — Акантосициос
- Actinostemma — Актиностемма[8]
- Alsomitra — Альсомитра
- Ampelosycios
- Anacaona
- Apatzingania
- Apodanthera — Аподантера
- Bambekea
- Benincasa — Бенинказа
- Biswarea
- Bolbostemma — Больбостемма
- Brandegea
- Bryonia — Переступень, или Бриония
- Calycophysum
- Cayaponia — Кайапония
- Cephalopentandra — Цефалопетандра
- Ceratosanthes
- Chalema
- Cionosicyos
- Citrullus — Арбуз
- Coccinia — Кокциния
- Cogniauxia
- Corallocarpus — Кораллокарпус
- Cremastopus
- Ctenolepis
- Cucumella
- Cucumeropsis — Кукумеропсис
- Cucumis — Огурец
- Cucurbita L. typus[1] — Тыква
- Cucurbitella — Кукурбителла
- Cyclanthera — Циклантера
- Dactyliandra
- Dendrosicyos — Огуречное дерево, или Дендросициос
- Dicaelospermum
- Dieterlea
- Diplocyclos — Диплоциклос
- Doyerea
- Ecballium — Бешеный огурец
- Echinocystis — Эхиноцистис, или Колючеплодник
- Echinopepon — Эхинопепон
- Edgaria
- Elateriopsis
- Eureiandra
- Fevillea
- Gerrardanthus — Геррардантус
- Gomphogyne
- Gurania — Гурания
- Guraniopsis
- Gymnopetalum
- Gynostemma Blume — Гиностемма
- Halosicyos
- Hanburia
- Helmontia
- Hemsleya Cogn. ex F.B.Forbes & Hemsl.
- Herpetospermum
- Hodgsonia — Ходжсония
- Ibervillea — Ибервиллея
- Indofevillea
- Kedrostis — Кедростис
- Lagenaria — Лагенария, Горлянка[источник не указан 1150 дней]
- Lemurosicyos
- Luffa — Люффа
- Marah — Мара
- Melancium
- Melothria — Мелотрия
- Melothrianthus
- Microsechium
- Momordica — Момордика
- Muellerargia
- Mukia — Мукия
- Myrmecosicyos
- Neoalsomitra
- Nothoalsomitra
- Odosicyos
- Oreosyce
- Parasicyos
- Penelopeia
- Peponium — Пепониум
- Peponopsis
- Polyclathra — Поликлетра
- Posadaea
- Praecitrullus — Арбуз полый
- Pseudocyclanthera
- Pseudosicydium
- Psiguria — Псигурия
- Pteropepon
- Pterosicyos
- Raphidiocystis
- Ruthalicia
- Rytidostylis
- Schizocarpum — Схизокарпум
- Schizopepon — Схизопепон
- Sechiopsis
- Sechium — Чайот
- Selysia
- Seyrigia
- Sicana — Сикана
- Sicydium
- Sicyos — Сициос
- Sicyosperma
- Siolmatra
- Siraitia — Архат
- Solena
- Tecunumania
- Telfairia — Тельфайрия
- Thladiantha — Тладианта
- Trichosanthes — Трихозант
- Tricyclandra
- Trochomeria
- Trochomeriopsis
- Tumacoca
- Vaseyanthus
- Wilbrandia — Вильбрандия
- Xerosicyos — Ксеросициос
- Zanonia — Занония
- Zehneria — Ценерия
- Zombitsia
- Zygosicyos — Зигосициос

## Значение и применение

### Огурцы

#### Вкулинарии

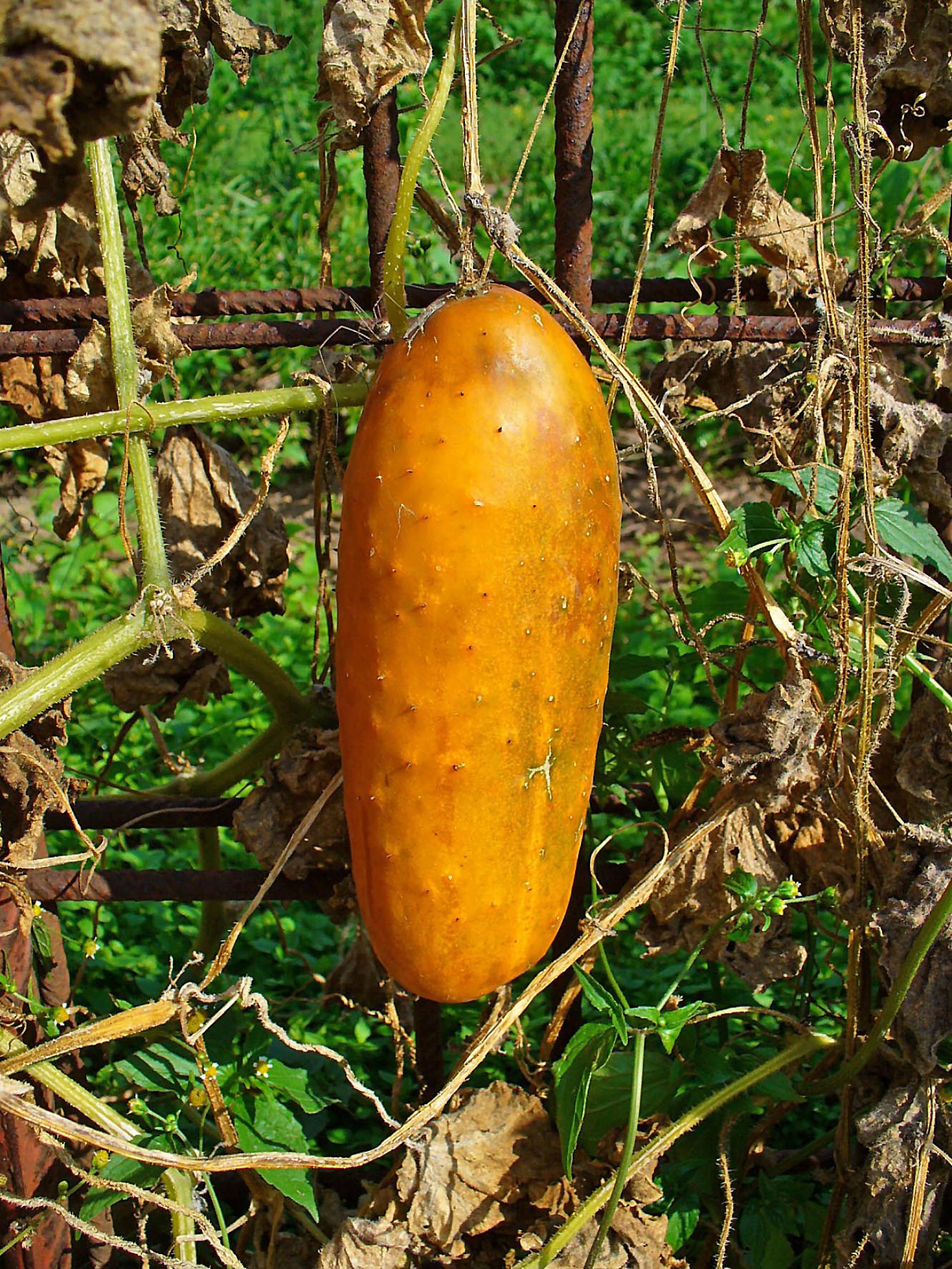
Зрелый плод огурца обыкновенного

Плоды растения — огурцы — пригодны для пищи в сыром виде, также широко используются в кулинарии в качестве ингредиентов разнообразных блюд, в том числе для консервирования различными способами, повсеместно известны малосольные огурцы, маринованные и солёные огурцы.

#### Вмедицинеикосметике
О целебных свойствах огурцов существуют упоминания в русских лечебниках — травниках, а также в старинном лечебнике XVII века «Прохладный вертоград». Отвар из огурцов народные врачеватели рекомендовали пить вместо воды, а мякоть свежих плодов применяли как эффективное мочегонное, желчегонное и слабительное средство. Настой и отвар осенних листьев (ботвы) в народной медицине рекомендовали принимать при кровотечениях различного происхождения. Наружно их употребляют при ожогах, а также в качестве косметического средства при угрях, сыпи и некоторых кожных заболеваниях. Свежие огурцы входят в состав косметических масок для лица, которые отбеливают кожу и делают её более эластичной. Жирную кожу косметологи рекомендуют протирать спиртовой огуречной настойкой.
Солёные и маринованные огурцы не обладают лечебными свойствами. Их не рекомендуется употреблять людям, страдающим заболеваниями почек, печени, сердечно-сосудистой системы, желудочно-кишечного тракта, гипертонией, атеросклерозом, а также в период беременности.

### Дыня

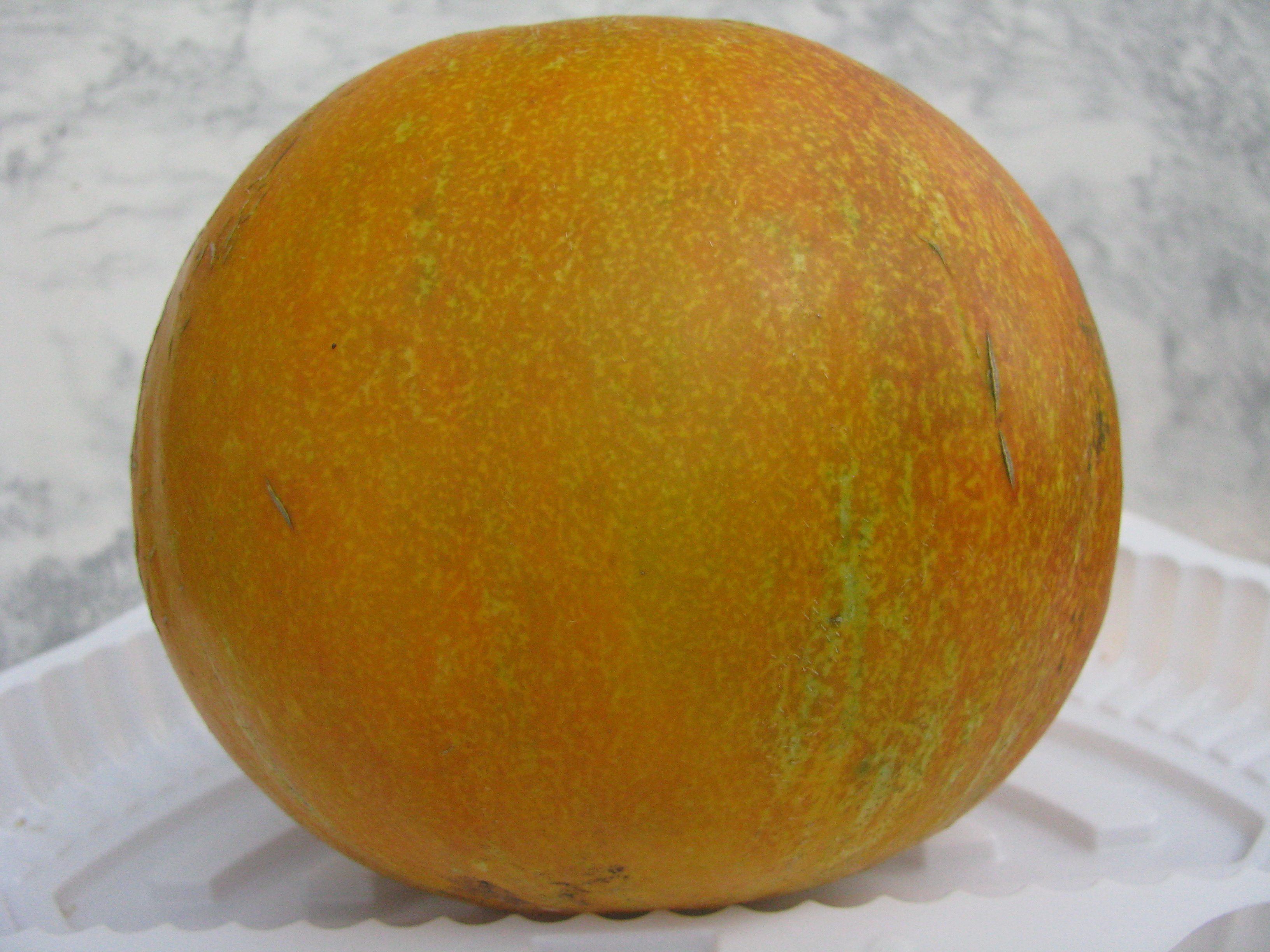
Дыня, сорт «Колхозница»

В основном дыня употребляется в пищу в сыром виде, порезанная ломтиками, с удалением кожуры. Дыню также вялят, сушат, перерабатывают в дынный мёд, повидло, цукаты.
Дыня содержит сахар, витамины А (каротин), С (аскорбиновую кислоту) и P, фолиевую кислоту, жиры, соли железа, калия, натрия, клетчатку. Дыня хорошо утоляет жажду.

### Кабачки
Калорийность около 27 Ккал (на 100 г.). Кабачки богаты калием — 240 мг%, железом — 0,4 мг%, содержат органические кислоты — 0,1 %, витамины (мг%): С — 15, РР — 0,6, В1 и В2 — по 0,03, В6 — 0,11, каротин — 0,03.

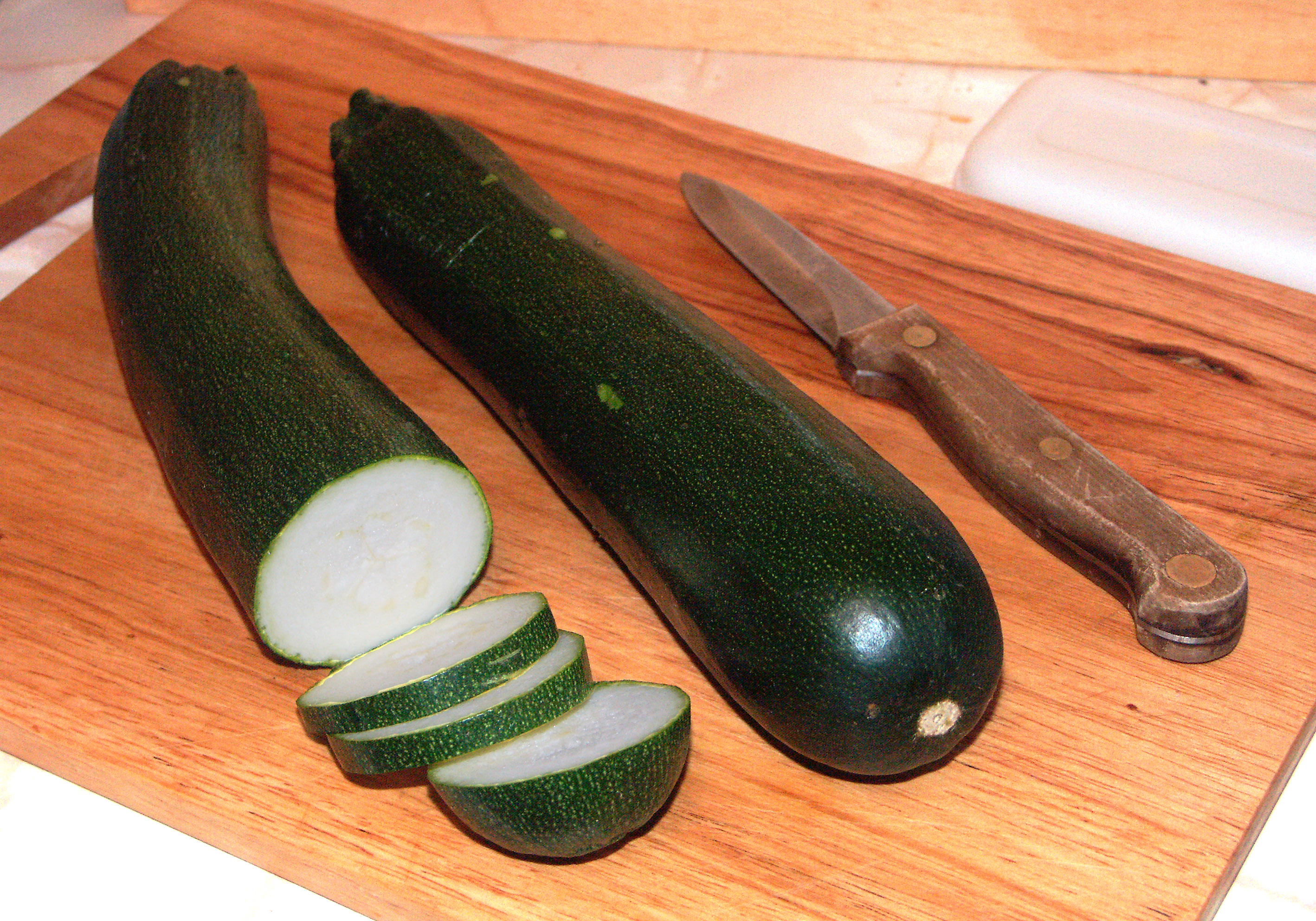
Цукини (однолетний сорт кабачка) целый и разрезанный

Молодые кабачки имеют наилучшие вкусовые качества и легко усваиваются. Кабачки можно добавлять в детское меню, в рацион питания больных, идущих на поправку, а также людей, страдающих от проблем с пищеварением.
Благодаря лёгкой усваиваемости и низкой калорийности кабачок является одним из самых популярных овощей в диетах для похудения. Очень часто встречается в блюдах средиземноморской кухни, самое известное из которых — рататуй. Фаршированные цветки кабачка популярны у жителей Прованса.

#### Кабачковая икра
Помимо измельчённой мякоти кабачков, в состав входят морковь, лук, томатная паста. Перед приготовлением кабачки проходят термическую обработку. Цвет икры в норме светло-коричневый.